# Nils Bonde (1731–1816)
Nils Nilsson Bonde af Björnö  (även kallad Nils Bonde den yngre), född 17 februari 1731 i Moskva, död 26 april 1816 i Stockholm, var en svensk greve, godsägare och kammarherre.

## Biografi
Nils Nilsson Bonde tillhörde den grevliga ätten Bonde af Björnö och var äldste sonen till Nils Bonde af Björnö och Magdalena Elisabet von Dreijern. Han gifte sig 1764 i Stockholm med friherrinnan Anna Christina Ottosdotter Fleming af Liebelitz (1739-1813). Äktenskapet förblev barnlöst.  Han ägde två stora egendomar: fideikommisset Hörningsholm i Mörkö socken (från 1760 till 1816) och Lindholms herrgård i Barva socken (från 1763 till 1816).

### Hörningsholm

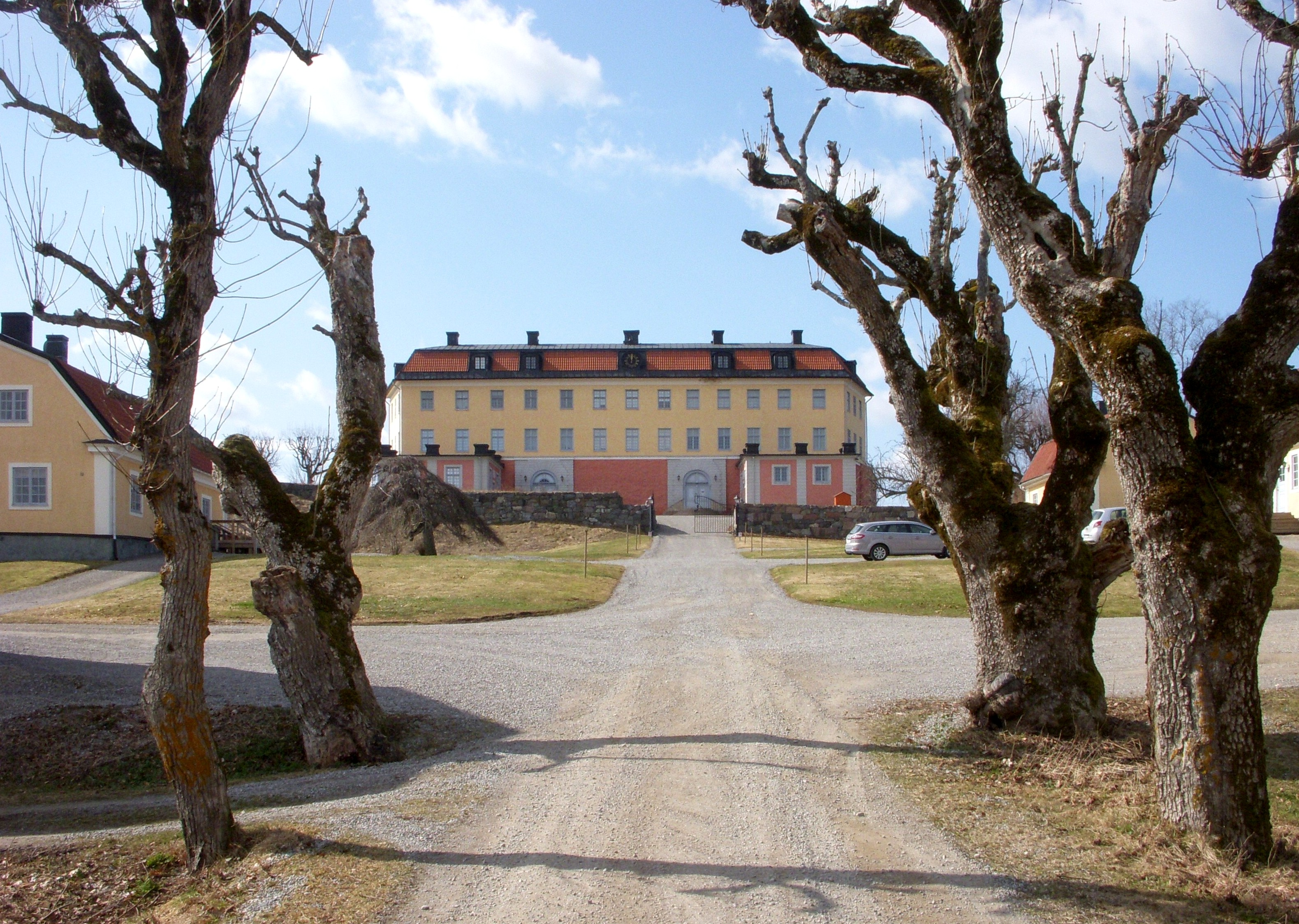
Hörningsholms slott.

Nils Bonde hade mycket stort inflytande på utvecklingen av såväl Mörkö kyrka som den första skolan i socknen. Kyrkan genomgick en större ombyggnad 1780 då norra korsarmen uppfördes och en ny liten sakristia byggdes i öster. Den som bekostade ombyggnaden var Nils Bonde. Under hans tid murades också ett gravkor för ätten Bondes medlemmar. Även kyrkans altartavla som målats 1790 av Johan Ahlberg var en gåva av Nils Bonde och hans hustru. 
År 1783 ansökte Nils Bonde hos Kungl. Maj:t ”att från Hörningsholms fideikommiss få donera mark för skola och skolmästarens jordbruk till Mörkö församling”. Samtidigt donerades från fideikommisskapitalet en ansenlig summa pengar för att säkerställa skolans byggande på Skesa gård.

### Lindholm

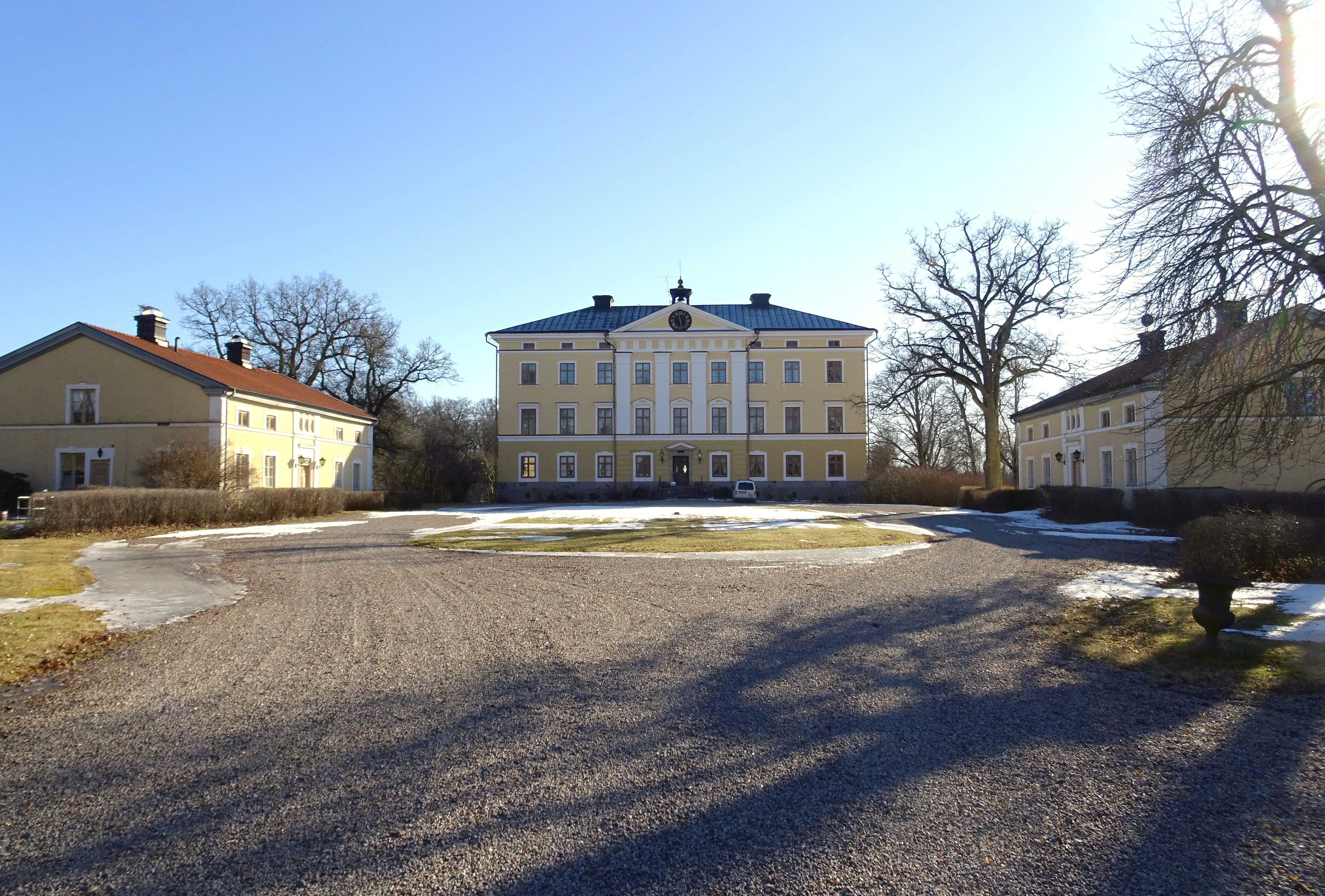
Lindholms herrgård.

Nils Bonde ägde även Lindholms herrgård som han fick genom arv och köp. Det var han som lät uppföra nuvarande huvudbebyggelse efter ritningar av kaptenmekanikus Eric Nordewall.